# آرسی-سنت-رستیتو
آرسی-سنت-رستیتو (به فرانسوی: Arcy-Sainte-Restitue) یک کمون در فرانسه است که در انه واقع شده‌است.

## خصوصیات
آرسی-سنت-رستیتو ۲۶٫۴۳ کیلومترمربع مساحت و ۴۱۴ نفر جمعیت دارد.